# Amorpha canescens
Espèce
Classification phylogénétique
Amorpha canescens est une espèce de plantes à fleurs de la famille des Fabacées. C'est un arbrisseau originaire d'Amérique du Nord.

## Position taxinomique
Cette espèce compte un synonyme : Amorpha brachycarpa E.J.Palmer
Elle compte aussi un homonyme : Amorpha canescens Nutt. (1813).
Des variétés botaniques sont reconnues :
- Amorpha canescens fo. glabrata (A.Gray) Fassett (1936) - synonyme : Amorpha canescens var. glabrata A.Gray
- Amorpha canescens fo. glabrescens Zabel (1903)
- Amorpha canescens var. leptostachya Engelm. ex A. Gray (1849) : voir Amorpha canescens Pursh
- Amorpha canescens var. typica C.K.Schneid. (1907) : voir Amorpha canescens Pursh

## Description
Amorpha canescens est un petit arbrisseau caduc de moins d'un mètre de haut et à port étalé.
Ses feuilles sont composées, imparipennées, très allongées, avec de nombreux folioles (plus de vingt) au court pédicelle. Elles sont légèrement aromatiques.
Ses fleurs, nombreuses sur des inflorescences en épi, sont violettes. Elles s'épanouissent de mai à juillet. Comme toutes les espèces du genre, elles ne comportent qu'un pétale (l'étendard) enveloppant le pistil et les étamines.
Cette espèce compte 20 chromosomes.

## Distribution
Amorpha canescens est originaire des États-Unis.
Il supporte un climat assez rigoureux et se développe préférentiellement en terrain léger se ressuyant rapidement.
Il s'est maintenant répandu comme plante ornementale dans l'ensemble des régions tempérées.

## Utilisation
Amorpha canescens se diffuse assez rapidement en France comme plante ornementale vivace, florifère et de petite dimension, qui croît en terrains neutres ou basiques, bien drainés, ensoleillés ou légèrement ombragés.
Cette plante a été utilisée pour produire un colorant bleu.

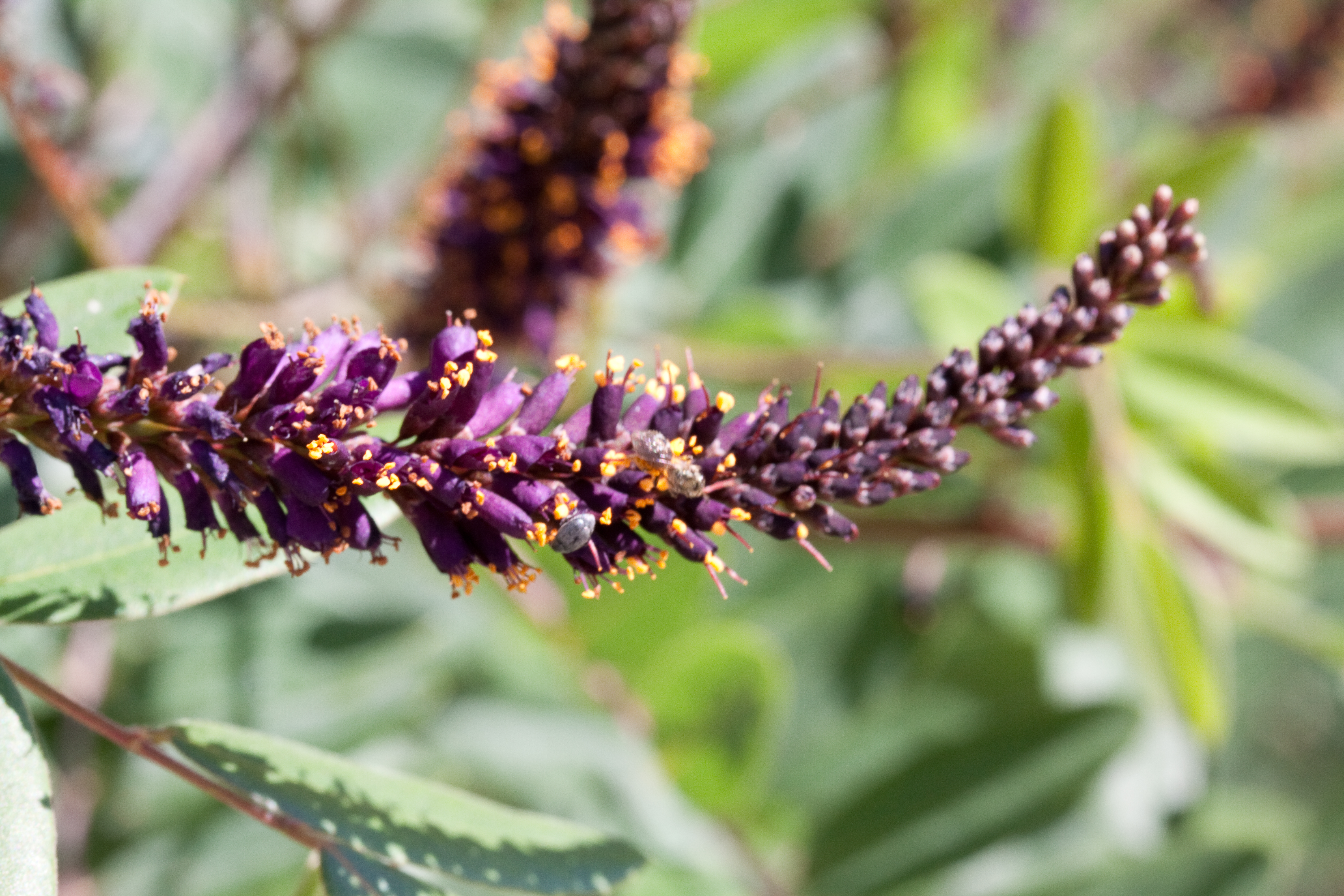
Fleurs.
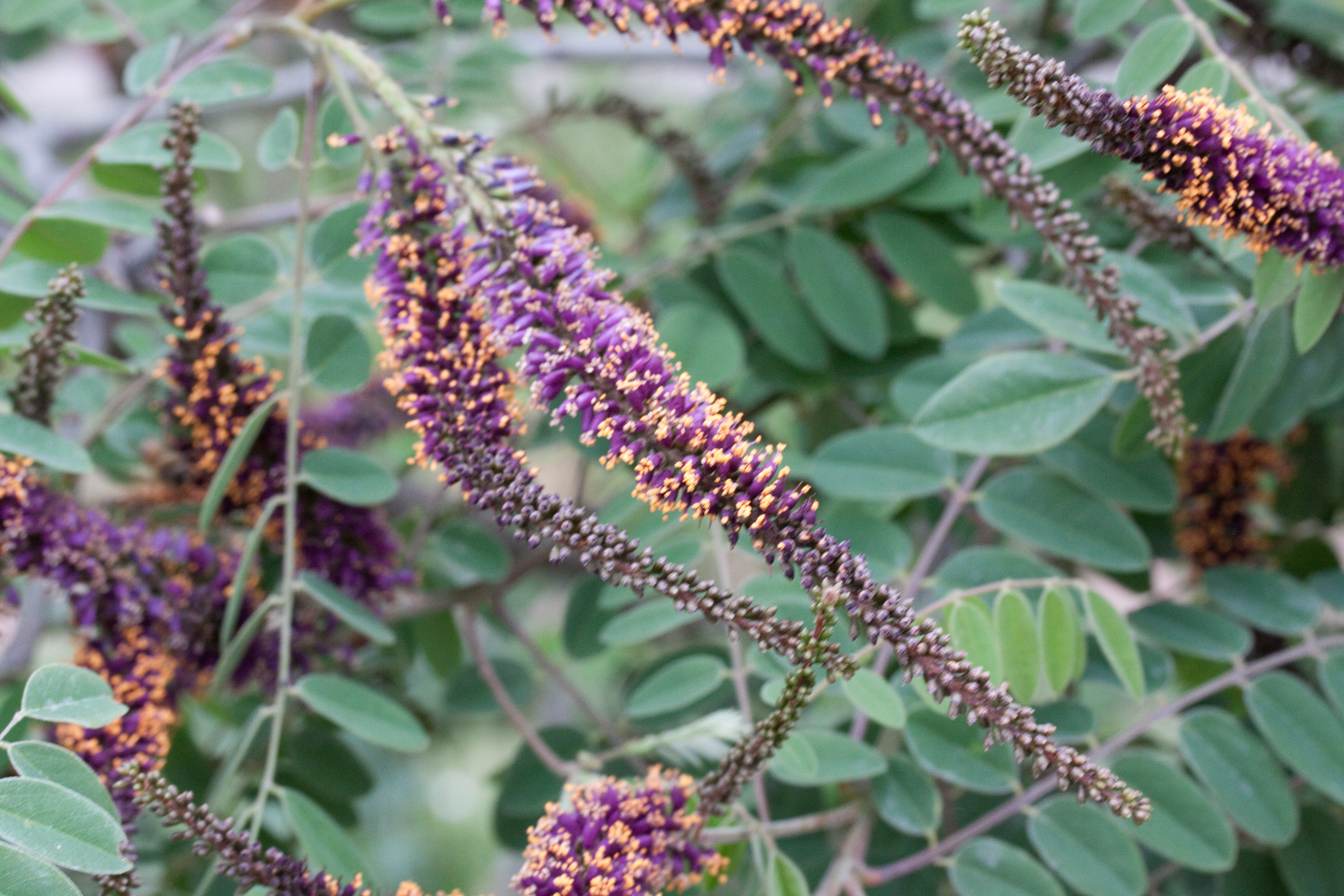
Fleurs.
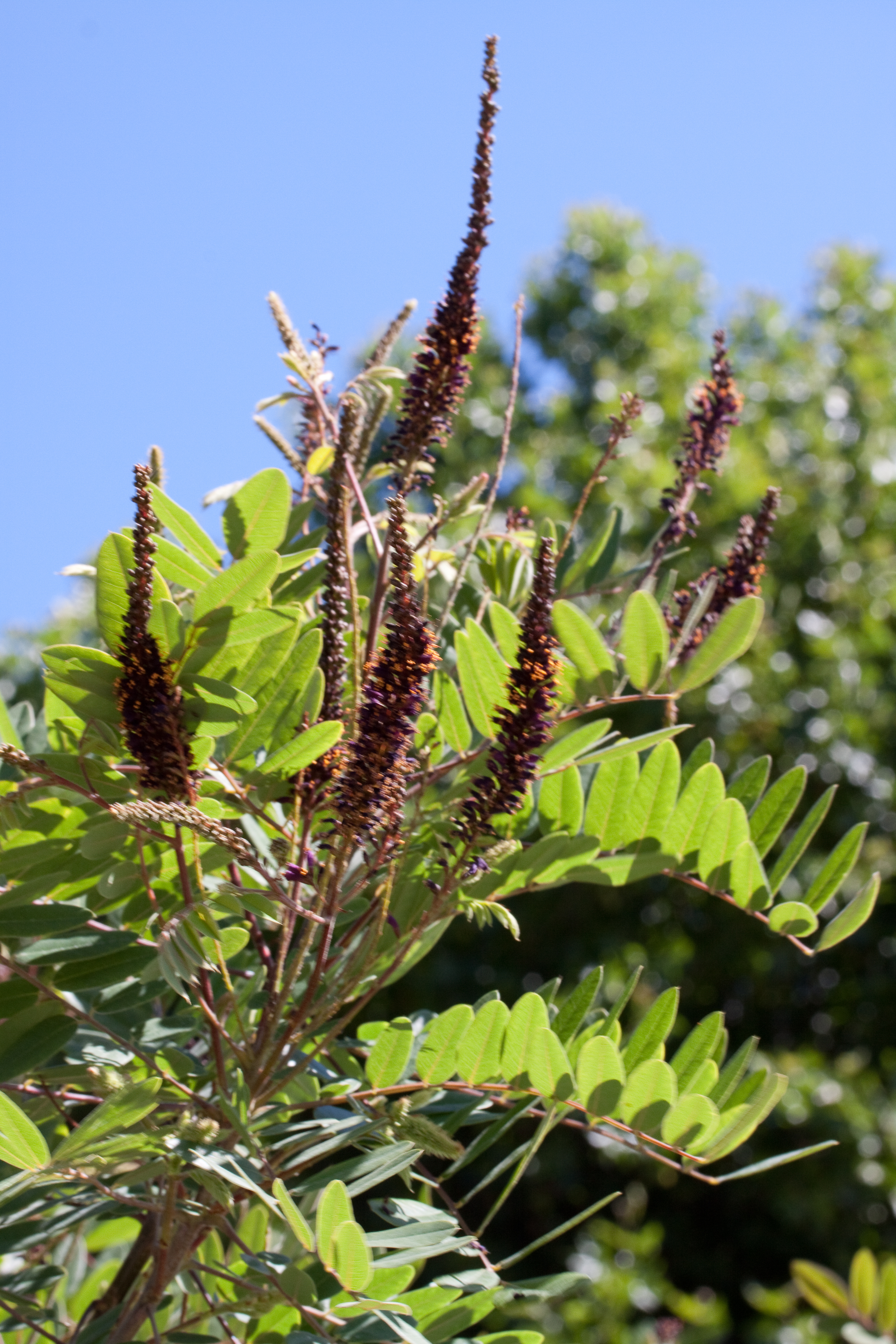
Floraison.
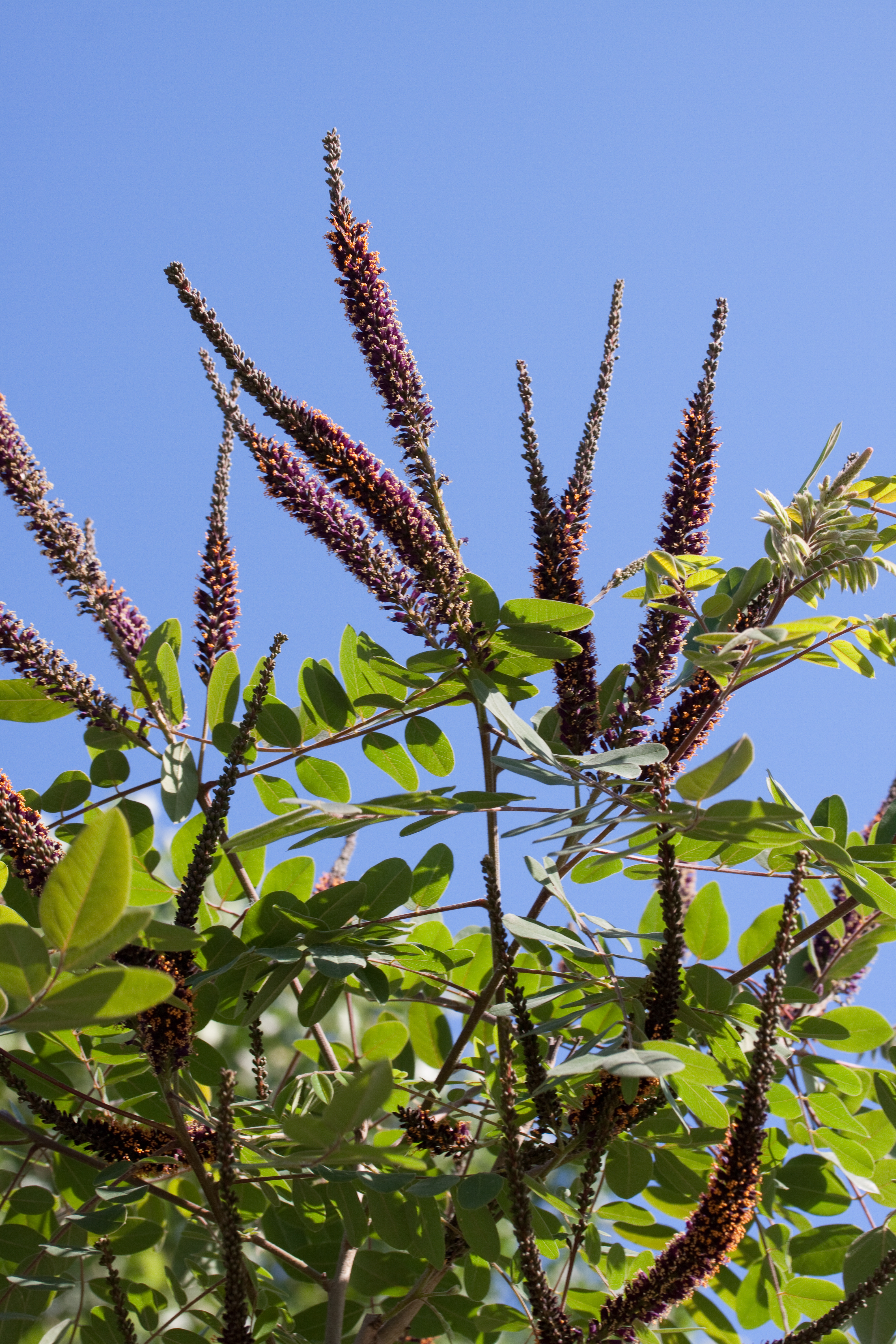
Floraison.
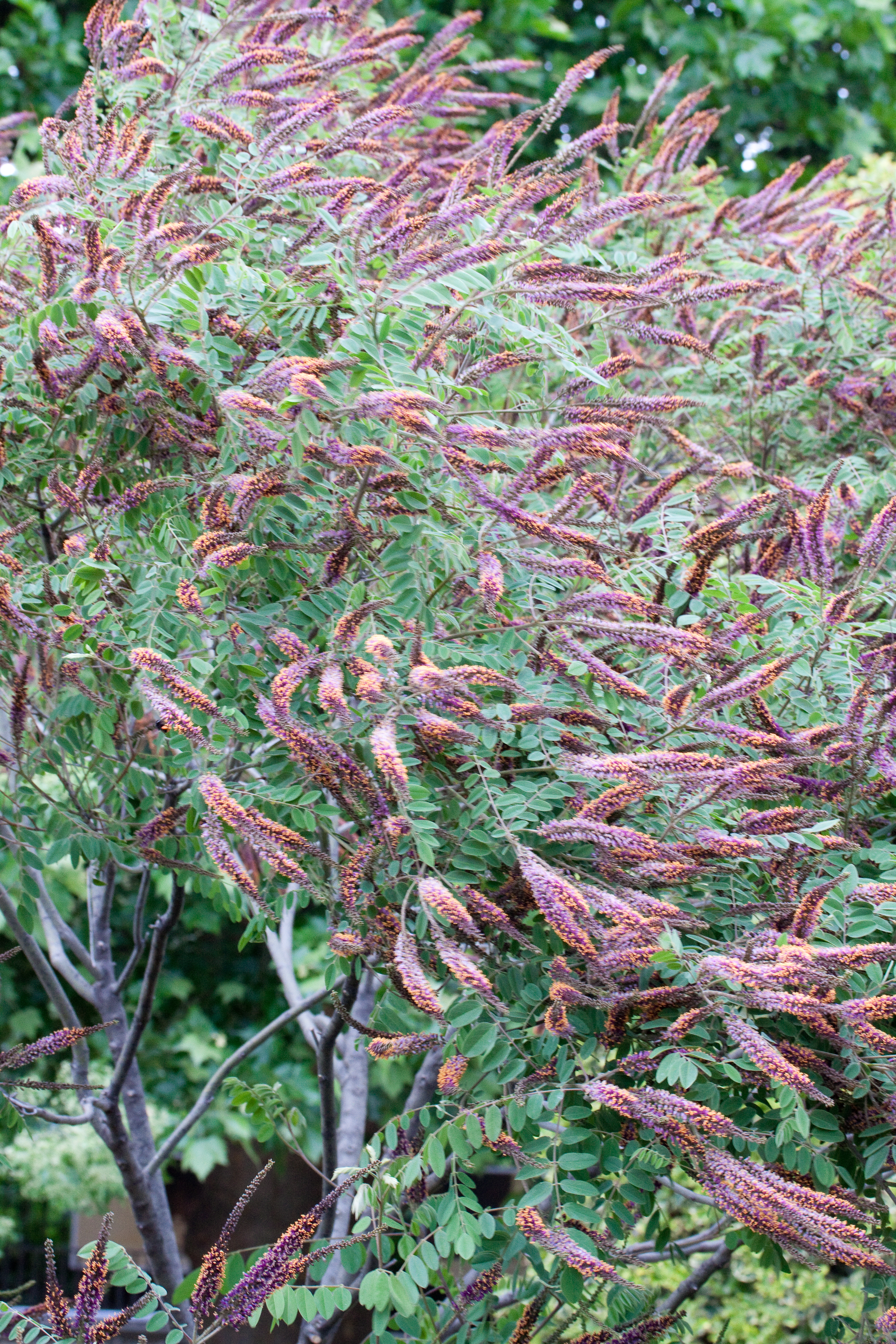
Floraison.